# (978) Aidamina
(978) Aidamina es un asteroide perteneciente al cinturón de asteroides descubierto el 18 de mayo de 1922 por Serguéi Ivánovich Beliavski desde el observatorio de Simeiz en Crimea.
Está nombrado en honor de Aida Minaevna, amiga de la familia del descubridor.